# يوسي ليبس
في الحوسبة، uClibc (تُكتب أحيانًا µClibc) هي مكتبة صغيرة قياسية C مخصصة لأنظمة التشغيل التي تستند إلى نواة لينكس للأنظمة المدمجة والأجهزة المحمولة ‏. تم إنشاء uClibc لدعم μClinux ، نسخة لينكس لا تتطلب وحدة إدارة الذاكرة، وبالتالي مناسبة لل ميكروكنترولر (UCS، و «ش» هو الحروف اللاتينية مطبعي تقريب - وليس السليم بالحروف اللاتينية، والتي ستكون حرف «م» - من μ ل «الصغرى»).
بدأ التطوير على uClibc في عام 1999. تمت كتابة uClibc في الغالب من البداية،  ولكنها تضمنت رمزًا من glibc ومشاريع أخرى. رائد المشروع هو إريك أندرسن، والمساهم الرئيسي الآخر هو مانويل نوفوا الثالث. تعتبر uClibc مرخصة بموجب رخصة جنو العمومية الصغرى، وهي برمجيات حرة ومفتوحة المصدر.

يوسي ليبس عبارة عن غلاف حول دعوات النظام لنظامي لينكس نواة وlinClinux.

يوسي ليبس أصغر بكثير من مكتبة جنو لسي، مكتبة C تُستخدم عادةً مع توزيعات لينكس. على الرغم من أن glibc يهدف إلى تقديم الدعم الكامل لجميع معايير C ذات الصلة عبر مجموعة واسعة من الأنظمة الأساسية للأجهزة والنواة، يركز يوسي ليبس بشكل خاص على أنظمة لينكس المدمجة. يمكن تمكين الميزات أو تعطيلها وفقًا لمتطلبات المساحة.
يعمل يوسي ليبس على أنظمة لينكس قياسية وبدون وحدات إدارة الذاكرة. وهو يدعم i386 واكس86-64 وبنية ايه ار ام (كبير / صغير endian) و أيه في آر32 ‏ وبلاكفن وRenesas / Hitachi H8 (h8300) وMotorola m68k وMIPS (endian كبير / صغير) وباور بي سي وسوبر إتش ‏ endian) وSun SPARC وRenesas / NEC v850 المعالجات.
uClibc-ng  عبارة عن مفترق من يوسي ليبس تم الإعلان عنه في قائمة بريد أوبن دبليو آر تي في يوليو 2014 بعد مرور أكثر من عامين بدون إصدار uClibc ، مشيرًا إلى عدم وجود أي اتصال من المشرف. . في الوقت الحالي، لا ينشر مؤلف المشروع الأصلي مزيدًا من التحديثات، لكن يشير إلى شوكة uClibc-ng التي لا تزال قيد التطوير للإصدارات الحالية.